# Remijia grazielae
Remijia grazielae là một loài thực vật có hoa trong họ Thiến thảo. Loài này được Sucre miêu tả khoa học đầu tiên năm 1962.